# جو مكمان
جو مكمان (بالإنجليزية: Joe McMahon)‏ هو لاعب كرة القدم الغالية بريطاني، ولد في 3 أغسطس 1983 في أوماه في المملكة المتحدة.